# Miranda Camera Company
Miranda (anciennement Orion Camera Company ou Orion Seiki Sangyō) est une entreprise japonaise créée en 1947 qui s'est spécialisée dans la fabrication d'appareils photos et d'optiques photographiques entre 1955 et 1978. Orion Seiki Sangyō est créée par deux ingénieurs en aéronautique, Ogihara Akira (1920–1992) et Ōtsuka Shintarō (1921-2005). L'entreprise a commencé par réparer et modifier des boîtiers photo et des optiques pour ensuite construire et commercialiser ses propres appareils. Miranda a produit une cinquantaine d'appareils photo, incluant des appareils photographiques reflex mono-objectif, un appareil à mise au point télémétrique ou encore des appareils photographiques compacts. 

## Historique
La Seconde Guerre mondiale terminée, l'ingénieur aéronautique japonais Ogihara Akira est au chômage et se cherche du travail. Dans les locaux désormais fermés de l'Institut de recherche de l'université impériale de Tokyo, il crée une petite boutique de réparation d'appareils photo professionnels ou modifie des optiques japonaises afin de pouvoir les adapter à des boîtiers Leica. Ōtsuka Shintarō travaille pendant un temps dans un institut aéronautique, mais finit par rejoindre Ogihara. Tout à la fin des années 1940, Orion Seiki Sangyō Y.K. est fondée. L'entreprise produit des optiques permettant de s'adapter à des boitiers Leica à monture M39, notamment la chambre reflex Mirax. Orion produit son premier appareil en 1954, l'Orion Six, un système repliable acceptant des films 6 x 6 cm ou 4,5 x 6 cm, puis le Phoenix, le premier reflex produit au Japon possédant un pentaprisme. 
En 1957, Orion Camera Company change de nom pour s'appeler Miranda Camera K.K.. De 1960 à 1964, les produits Miranda ne sont plus commercialisés au Japon et toute la production est alors exportée. En 1967 sort le Miranda Sensorex, un reflex mono-objectif à mesure TTL de l'exposition et un pentaprisme amovible. L'appareil est assez lourd (près de 1 kg avec l'objectif de base), mais de très grande qualité de fabrication. 
En 1972, Miranda sort son seul appareil à visée télémétrique, le Sensoret, possédant un obturateur électronique Seiko, une cellule CdS (cellule au sulfure de cadmium) et un objectif Soligor 2,8/38 mm.
Lors du Photokina en 1974, Miranda présente le DX-3 avec un obturateur électronique, mais qui impose tout de même de régler l'ouverture du diaphragme et la vitesse d'obturation. Les ventes ne sont pas au rendez-vous, Miranda n'ayant pas su entrer dans la vague de l'électronique.
L'entreprise fait faillite en 1976. En une vingtaine d'années d'existence, Miranda aura surtout produit des appareils reflex mono-objectifs possédant une très bonne qualité de fabrication.

## Nom
La société Dixons a acheté le droit pour le nom Miranda et a produit plusieurs appareils sous ce label après 2011, mais elle ne l'utilise plus et pourrait le revendre,.

## Modèles d'appareils photo

### Appareils reflex mono objectif 35mm
À armement par molette
- Miranda S
- Miranda ST
- Miranda T et TII (incluant la version préliminaire avec le marquage "Orion Camera Co.")

À armement par levier
- Miranda A
- Miranda AII
- Miranda B, C
- Miranda D
- Miranda DR

Automex
- Miranda Automex
- Miranda Automex II
- Miranda Automex III

À armement moderne par levier
- Miranda F (deux modèles)
- Miranda FM
- Miranda Fv/FvT
- Miranda G/GT

Sensomat
- Miranda Sensomat
- Miranda Sensomat RE
- Miranda Sensomat RS
- Miranda RE-II (ce boîtier intègre des fonctions des séries Sensormat et Sensorex)

Sensorex
- Miranda Sensorex
- Miranda Sensorex C
- Miranda Sensorex II
- Miranda Sensorex EE
- Miranda EE-2
- Miranda RE-II (ce boîtier intègre des fonctions des séries Sensormat et Sensorex)

dx
- Miranda dx-3

### À monture M42
- Miranda TM
- Pallas TM
- Soligor TM
- Miranda/Pallas/Soligor TM-II

Scientifique
- Mirax Laborec
- Mirax Laborec II
- Mirax Laborec III
- Mirax Laborec Electro-D

### Appareil à mise au point télémétrique
- Miranda Sensoret / Soligor Sensoret

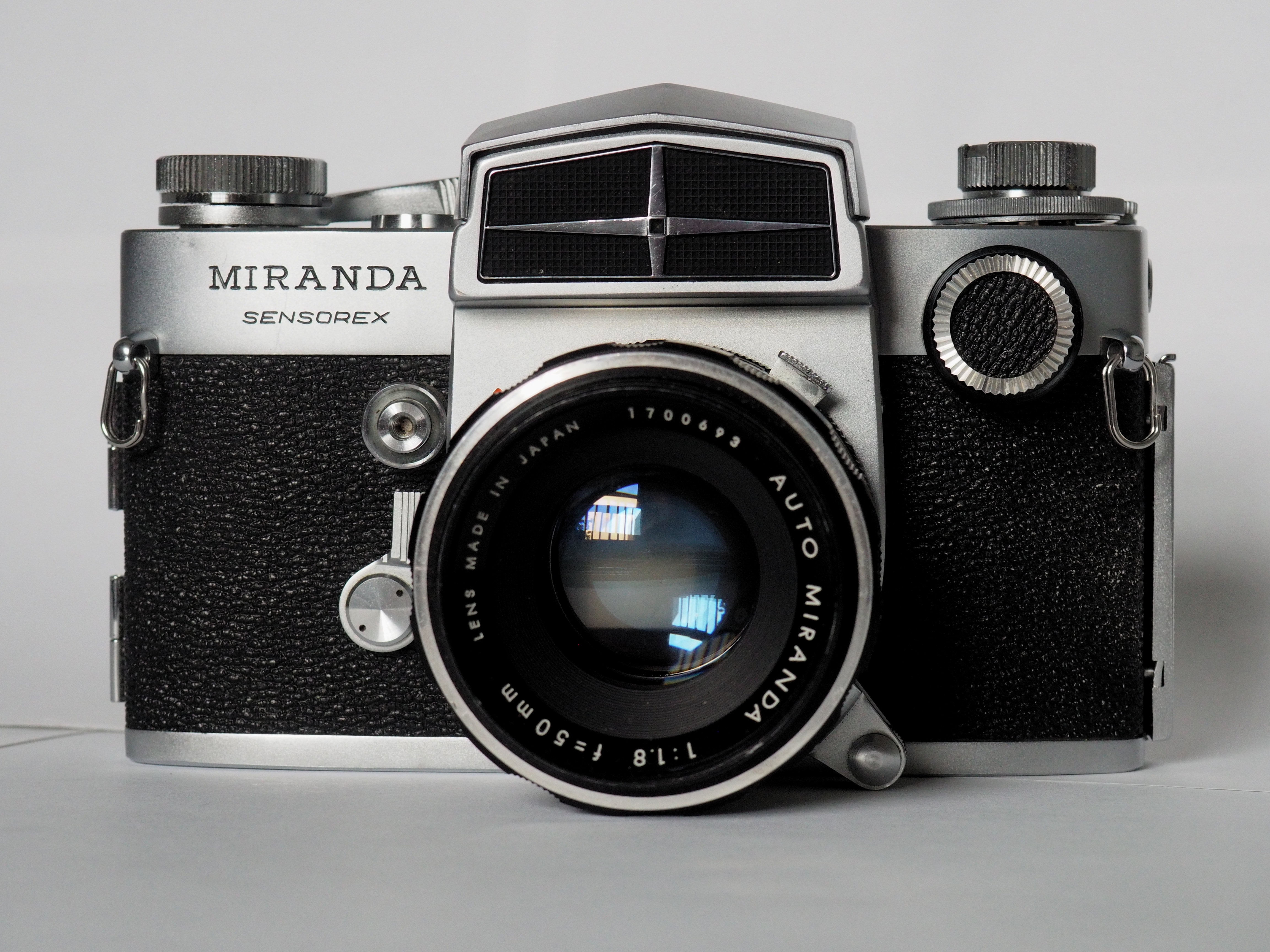
Miranda Sensorex (1967)
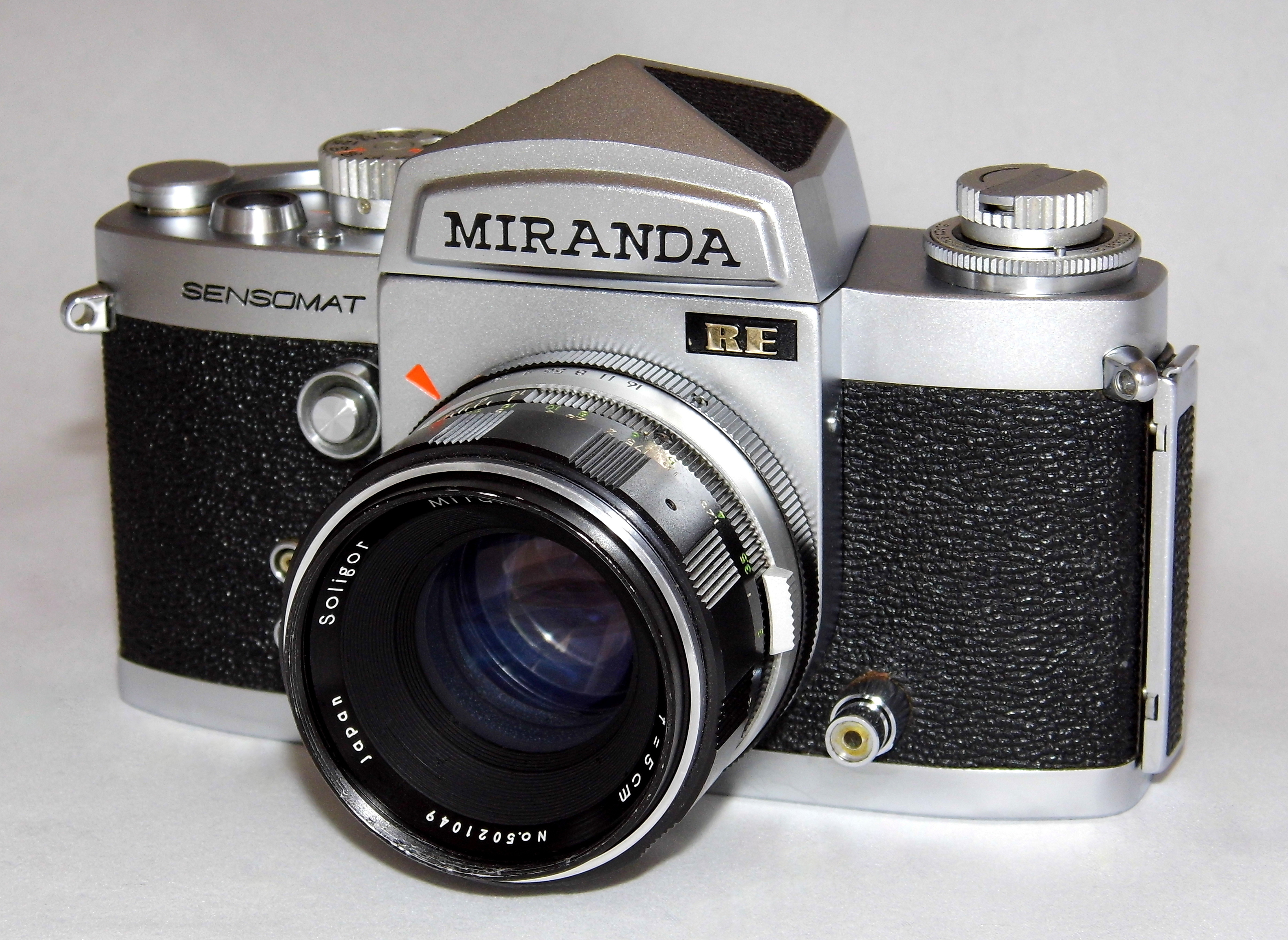
Miranda Sensormat RE (1971)
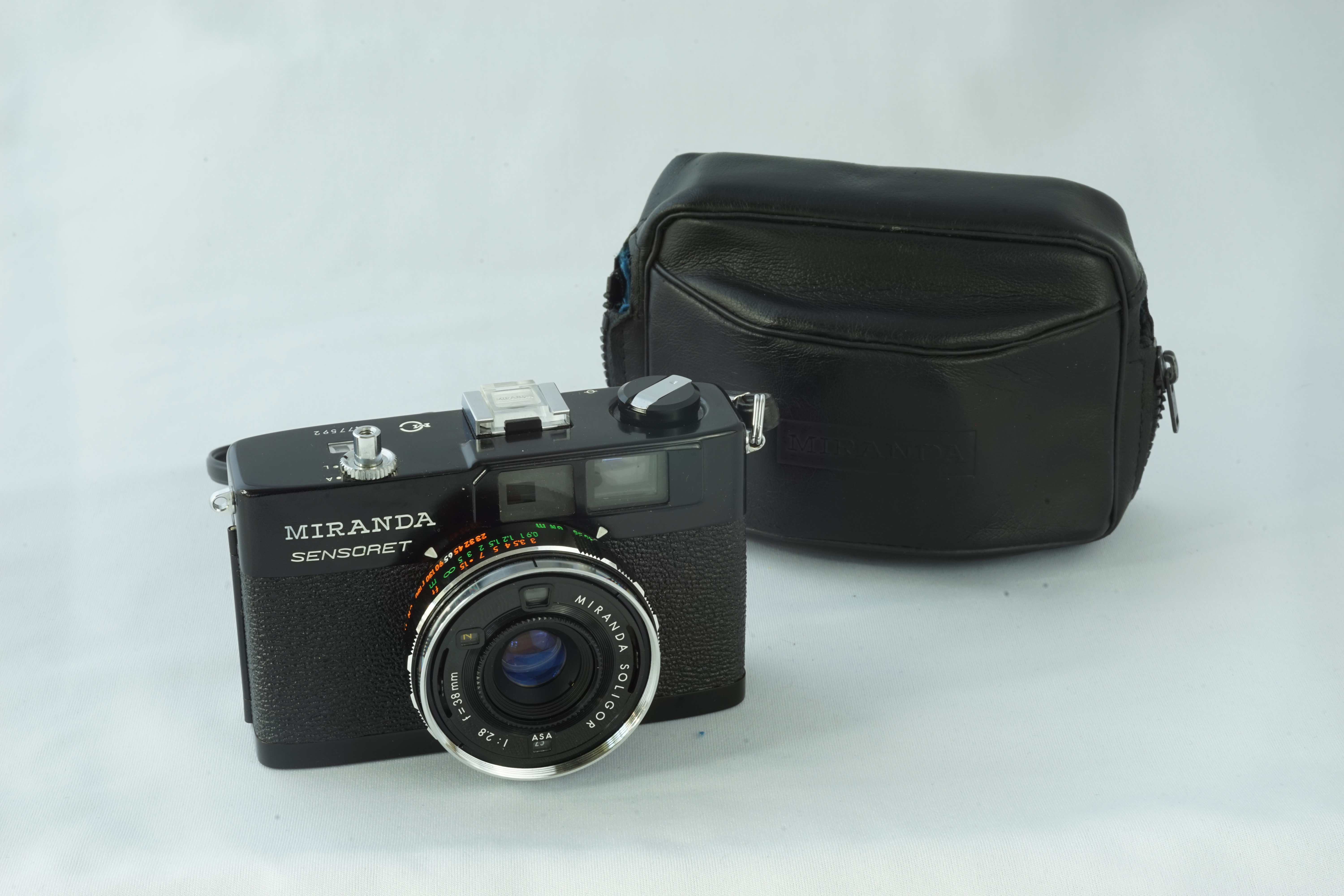
Miranda Sensoret (1972)
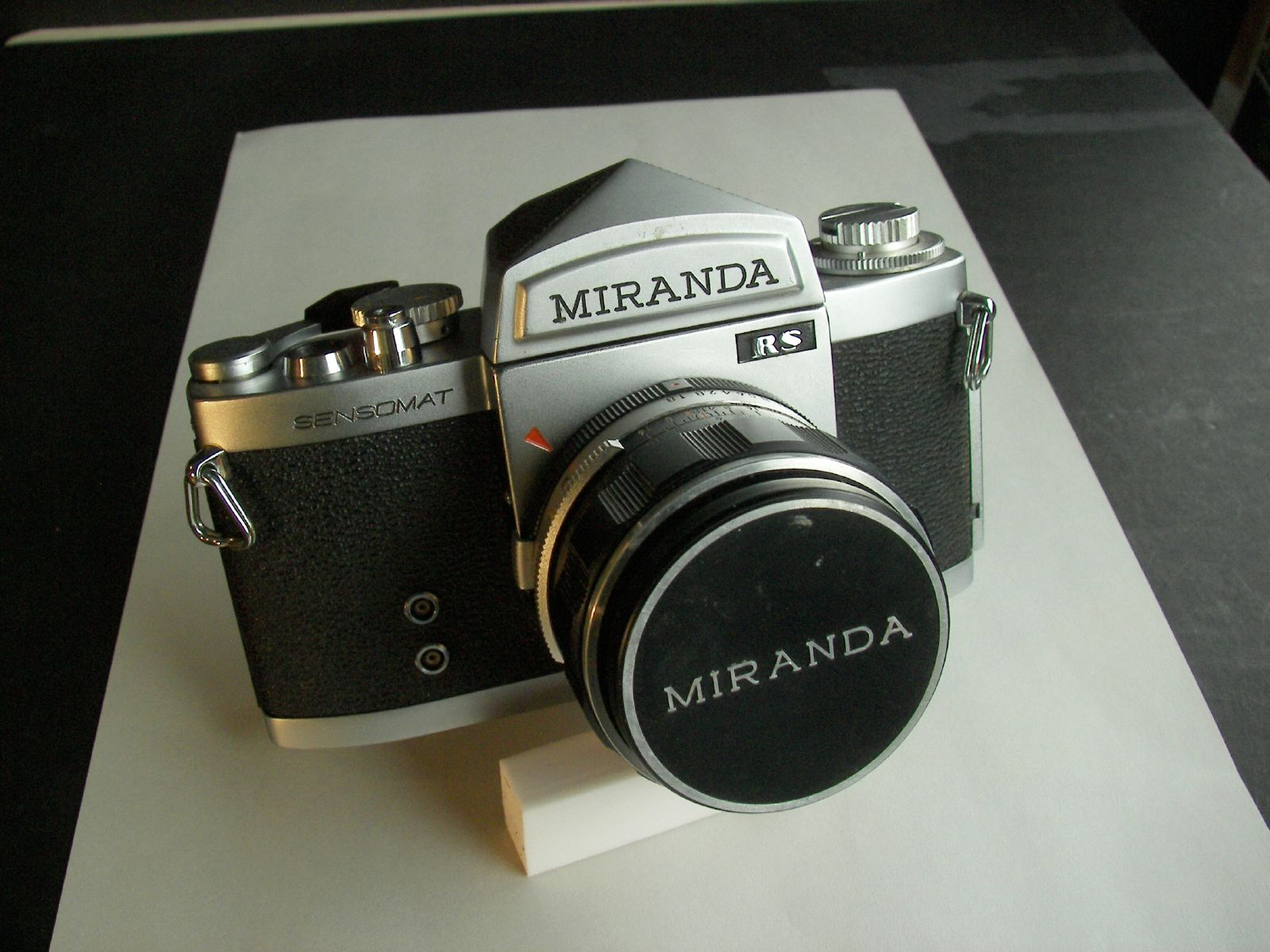
Miranda Sensomat RS (1972)
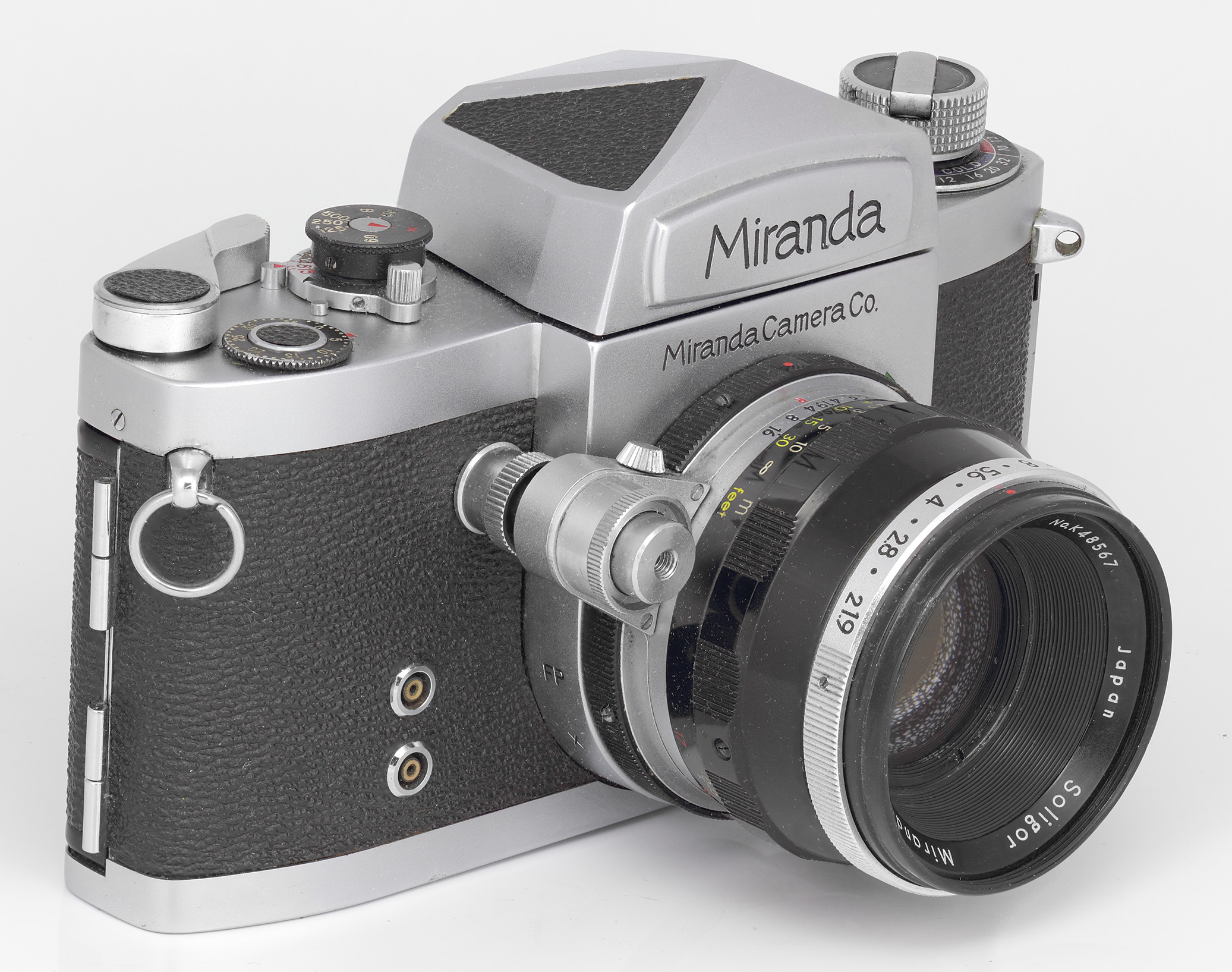
Miranda D (1960)